# Списак проналазача и изума
Списак проналазача и изума обухвата азбучни списак изумитеља и њихових проналазака (открића).
|  |  |  |  |  |  |  |  |  |  |  |  |  |  |  |  |  |  |  |  |  |  |  |  |  |  |  |  |  |  |

## А
- Вилијам Адис — четкица за зубе
- Роберт Адлер — даљински управљач
- Вилем Ајнтховен — електрокардиограм
- Алберт Ајнштајн — теорија релативитета
- Карл Дејвид Андерсон — позитрон
- Мери Андерсон — брисачи за кола
- Никола Апер — конзервирање
- Едвин Армстронг — ФМ радио
- Архимед — полуга
- Вирџинија Апгар — Апгар тест
- Џозеф Аспдин — порталандски цемент
- Вилијам Џорџ Армстронг — топ

## Б
- Лео Бакеланд — бакелит
- Џон Бакус — Фортран
- Фредерик Бантинг — инсулин
- Нолан Башнел — видео-игрице
- Алан Блумлајн — стеро звук
- Анри Бекерел — радиоактивност
- Александар Грејем Бел — телефон
- Чарлс Бебиџ — рачунар
- Александар Бејн — факс машина
- Џон Берд — електромеханички телевизор
- Мартин Бехајм — глобус
- Џон Бардин — транзистор
- Карл Фердинанд Браун
- Емил Берлинер — грамофон
- Тим Бернерс Ли — ворлд вајд веб (WWW)
- Алфред Бине — скала интелигенције
- Ласло Биро — оловка
- Жан Пјер Бланшар — падобран
- Франсис Бофор — Бофорова скала којом се одређује јачина ветра
- Роберт Бош — свећице за кола
- Луј Брај — Брајева азбука
- Вернер фон Браун — фау 2
- Калеб Бредхам — Пепси кола
- Дејвид Брјустер — калеидоскоп
- Вилхелм Брун — таксиметар

## В
- Јохан Валер — спајалица за папир
- Артур Вајни — укрштеница
- Џејмс Ват — парна машина
- Алфред Вегенер — Теорија о померању континената
- Џон Вокер — шибице
- Алесандро Волта — батерија
- Фредерик Волтон — линолеум
- Дејвид Ворен — црна кутија
- Езра Ворнер — отварач за конзерве
- Џејмс Вотсон — структура ДНК (заједно са Френсисом Криком)
- Роберт Вотсон-Ват — радар
- Џозеф Вудленд — бар-код

|  |  |  |  |  |  |  |  |  |  |  |  |  |  |  |  |  |  |  |  |  |  |  |  |  |  |  |  |  |  |

## Г
- Денис Габор — холографија
- Јохан Гале — открио Нептун
- Ханс Гајгер — Гајгеров бројач
- Џозеф Гајети — тоалет-папир
- Галилео Галилеј — телескоп
- Ричард Гатлинг — митраљез
- Силвиан Голдман — колица у самопослузи
- Борис Голицин — сеизмограф
- Жозеф Гиљотен — гиљотина
- Чарлс Гудјир — вулканизација гуме
- Јохан Гутенберг — штампарија

## Д
- Џон Далтон — модерна теорија атома
- Доналд Данкан — јо-јо
- Џон Данлоп — пнеуматске гуме
- Леонардо да Винчи — претечу данашњег хеликоптера, тенка, падобрана, маказе
- Чарлс Дароу — друштвена игра Монопол
- Хемфри Дејви — рударска лампа
- Ли Дефорест — триода
- Џон Дир — комбајн
- Ерл Диксон — фластер
- Џејмс Дјуар — термос боца (Дјуарев суд)
- Рудолф Дизел — мотор са унутрашњим сагоревањем
- Џек Дорси — твитер
- дом Пероњон — шампањац
- Корнелијус Дребел — подморница
- барон фон Дрес — дресина

|  |  |  |  |  |  |  |  |  |  |  |  |  |  |  |  |  |  |  |  |  |  |  |  |  |  |  |  |  |  |

## Е
- Карл Елзенер — швајцарски војнички нож
- Даглас Енгелбарт — рачунарски миш
- Ханс Кристијан Ерстед — алуминијум, електромагнетизам
- Томас Алва Едисон — грамофон

## Ж
- Кинг Кемп Жилет — жилет

## З
- Лудвик Лазар Заменхоф — есперанто језик
- Владимир Зворикин — иконоскоп

## И
- Џорџ Истман — фотокамера

## Ј
- Хидецуги Јаги — Јаги антена
- Захаријас Јансен — микроскоп
- Луис Јури — алкална батерија

|  |  |  |  |  |  |  |  |  |  |  |  |  |  |  |  |  |  |  |  |  |  |  |  |  |  |  |  |  |  |

## К
- Михаил Калашњиков — АК-47
- Вилијам Кален — фрижидер
- Калиник из Хелиополиса — грчка ватра
- Честер Карлсон — ксерографија
- Волис Хјум Каротерс — најлон
- Едмунд Картрајт — механички разбој
- Сатори Като — инстант кафа
- Мери Квант — мини-сукња
- Вилис Керијер — еркондишн
- Џек Килби — интегрално коло
- Јохан Кеплер — закони кретања планета
- Кристофер Кокерел — ховеркрафт
- Џозефина Кокран — машина за прање посуђа
- Томас Крапер — водокотлић
- Бартоломео Кристофори — клавир
- Мартин Купер — мобилни телефон
- Жак Ив Кусто — аквалунг или водена плућа (апарат за дисање под водом) и подводна камера (никонос)
- Роберт Кох — Кохов бацил
- Семјуел Колт — револвер
- Џон Келог — корнфлејкс
- Џорџ Крам — помфрит
- Оле Кристијансен — лего коцке

## Л
- Карл Ландштајнер — крвне групе
- Хеди Ламар — 3G телефонија
- Џон Ларсен — детектор лажи
- Луис Ласен — хамбургер
- Антоан ван Левенхук — усавршио микроскоп
- Рене Ленек — стетоскоп
- Едвин Ланд — полароид
- Артур Лидијар — џогинг
- Ханс Липерси — телескоп
- Џозеф Листер — антисептик
- Жан Батист Лили — диригентска палица
- Браћа Лимијер — филм
- Ернест Лоренц — циклотрон
- Ђовани Лупис — торпедо (са Робертом Вајтхедом)

|  |  |  |  |  |  |  |  |  |  |  |  |  |  |  |  |  |  |  |  |  |  |  |  |  |  |  |  |  |  |

## М
- Теодор Мајман — ласер
- Кирк Патрик Макмилан — бицикл
- Хајрем Максим — митраљез
- Џон Макадам — увео макадам стазу
- Иполит Меж Мури — маргарин
- Чарлс Мекинтош — кабаница
- Френк Макнамара — Дајнерс кредитна картица
- Јохан Мелцел — метроном
- Џејмс Клерк Максвел — фотографије у боји
- Артур Мелин — хула-хоп и фризби
- Грегор Мендел — закони генетике
- Димитри Мендељејев — периодни систем елемената
- Дитрих Матешиц — Ред бул
- Пол Херман Милер — ДДТ
- Браћа Монголфје — балон који се покреће напуњен топлим ваздухом
- Џозеф Моније — армирани бетон
- Гарет Морган — гас маска и семафор
- Марија Монтесори — основала школе као институције
- Семјуел Морзе — Морзеова азбука
- Вилијем Морган — одбојка
- Џон Монтегју (4. ерл од Сендвича) — сендвич
- Роберт Муг — аналогни синтисајзер

## Н
- Џејмс Најсмит — кошарка
- Џон Непер — логаритам
- Жозеф Нисефор Нијепс — фотографија
- Алфред Нобел — динамит

|  |  |  |  |  |  |  |  |  |  |  |  |  |  |  |  |  |  |  |  |  |  |  |  |  |  |  |  |  |  |

## Њ
- Томас Њукомен — парна машина

## О
- Камерлинг Онес — суперпроводљивост
- Роберт Опенхајмер — атомска бомба
- Илајша Отис — лифт

## П
- Иван Павлов — теорија условних рефлекса
- Алексеј Пажитнов — тетрис
- Александар Палкс — целулоид
- Џорџ Пулман — кола за спавање
- Дејвид Палмер — киропракса
- Луиђи Палмиери — сеизмометар
- Денис Папен — лонац под притиском
- Блез Паскал — барометар и првобитни калкулатор
- Николае Паулеску — инсулин
- Џон Пембертон — Кока-кола
- Славољуб Едвард Пенкала — механичка оловка (пенкало)
- Енрико Пјађо — веспа
- Макс Планк — квантна теорија
- Александар Попов — радио антена
- Џозеф Пристли — сода вода и кисеоник
- Михаило Пупин — пупинизација

## Р
- Ернест Радерфорд — нуклеарни модел атома
- Карл фон Рајхенбах — парафин, фенол
- Браћа Рајт — авион
- Џејмс Расел — компакт-диск
- Луј Реар — бикини
- Вилхелм Рендген — X-зраци
- Ајра Ремзен — сахарин
- Џозеф Режендорфер — оловка са гумицом на врху
- Бил Ричардс — скејт
- Чарлс Рихтер — Рихтерова скала
- Ерно Рубик — Рубикова коцка и змија
- Ернст Руска — електронски микроскоп
- Тивадар Пушкаш — телефонска централа

|  |  |  |  |  |  |  |  |  |  |  |  |  |  |  |  |  |  |  |  |  |  |  |  |  |  |  |  |  |  |

## С
- Томас Саливан — чај у кесици
- Џонс Салк — вакцина против полиомијелитиса
- Адолф Сакс — саксофон
- Алфред Саутвик — електрична столица
- Џозеф Свен — електрична сијалица
- Игор Сикорски — хеликоптер
- Вернер фон Сименс — Електрични трамвај и динамо машина
- Лисјен Смит — бодљикава жица
- Ајзак Мерит Сингер — машина за шивење (сингерица)
- Перси Лебарон Спенсер — микроталасна пећ
- Џорџ Стивенсон — локомотива

## Т
- Џетро Тал — прва пољопривредна машина (сејалица).
- Хенри Фокс Талбот — позитив-негатива процес (фотографија)
- Едвард Телер — хидрогенска бомба
- Никола Тесла — Теслин трансформатор, индукциона машина, наизменична струја, полифазни систем
- Реј Томлинсон — електронска пошта (имејл)
- Еванђелиста Торичели — барометар
- Џозеф Томпсон — електрон

## Ф
- Константин Фалберг — сахарин
- Мајкл Фарадеј — закони електролизе
- Јохан Марија Фарина — колоњска вода
- Енрико Ферми — нуклеарни реактор
- Александер Флеминг — пеницилин
- Артур Фрај — пост ит
- Казимир Франк — витамин
- Бенџамин Франклин — громобран, бифокалне наочаре, Франклинова пећ
- Фридрих Фребел — отворио први дечји вртић у којем је методика предшколског васпитања остварена у пракси
- Леон Фуко — жироскоп
- Роберт Фултон — пароброд
- Хенри Форд — аутомобилска индустрија

|  |  |  |  |  |  |  |  |  |  |  |  |  |  |  |  |  |  |  |  |  |  |  |  |  |  |  |  |  |  |

## Х
- Џон Хадли — секстант
- Кристијан Хајгенс — сат са клатном
- Ото Хан — нуклеарна фисија
- Самуел Ханеман — хомеопатија
- Џејмс Харгривс — машина за ткање вуне
- Вилијам Харви — крвоток у човечијем телу
- Херон из Александрије — претеча парне машине
- Рут Хендлер — барбика
- Петер Хенлајн — мали џепни сат (нирнбершко јаје)
- Хајнрих Херц — радио-таласи
- Вилијем Хершел — планета Уран
- Виктор Хес — космички зраци
- Роуленд Хил — поштанска марка
- Бенџамин Холт — трактор
- Феликс Хофман — аспирин
- Роберт Хук — Хуков закон еластичности тела, први употребио назив ћелија
- Валтер Хунт — зихернадла или спучаница
- Грејс Хопер — COBOL (-{Common Business Oriented Language)

## Ц
- Конрад Цузе — рачунар

## Ч
- Џејмс Чедвик — неутрон

## Џ
- Вајткомб Џадсон — рајсфершлус
- Кандидо Џакузи — џакузи
- Едвард Џенер — вакцинација

|  |  |  |  |  |  |  |  |  |  |  |  |  |  |  |  |  |  |  |  |  |  |  |  |  |  |  |  |  |  |

## Ш
- Давид Шварц — цепелин
- Кристијан Фридрих Шенбајн — молекул озона
- Вилијам Шокли — транзистор
- Кристофер Шолс — писаћа машина
- Леви Штраус — џинс
- Алан Шугарт — дискета